# McDiarmid Park
McDiarmid Park – stadion piłkarski, położony w szkockim mieście Perth. Oddany został do użytku w 1989 roku. Od tego czasu swoje mecze na tym obiekcie rozgrywa zespół St. Johnstone F.C. Jego pojemność wynosi 10 673 miejsc.